# پل ابریشم تهران
برای پلی مرزی به این نام پل ابریشم میلک را ببینید.

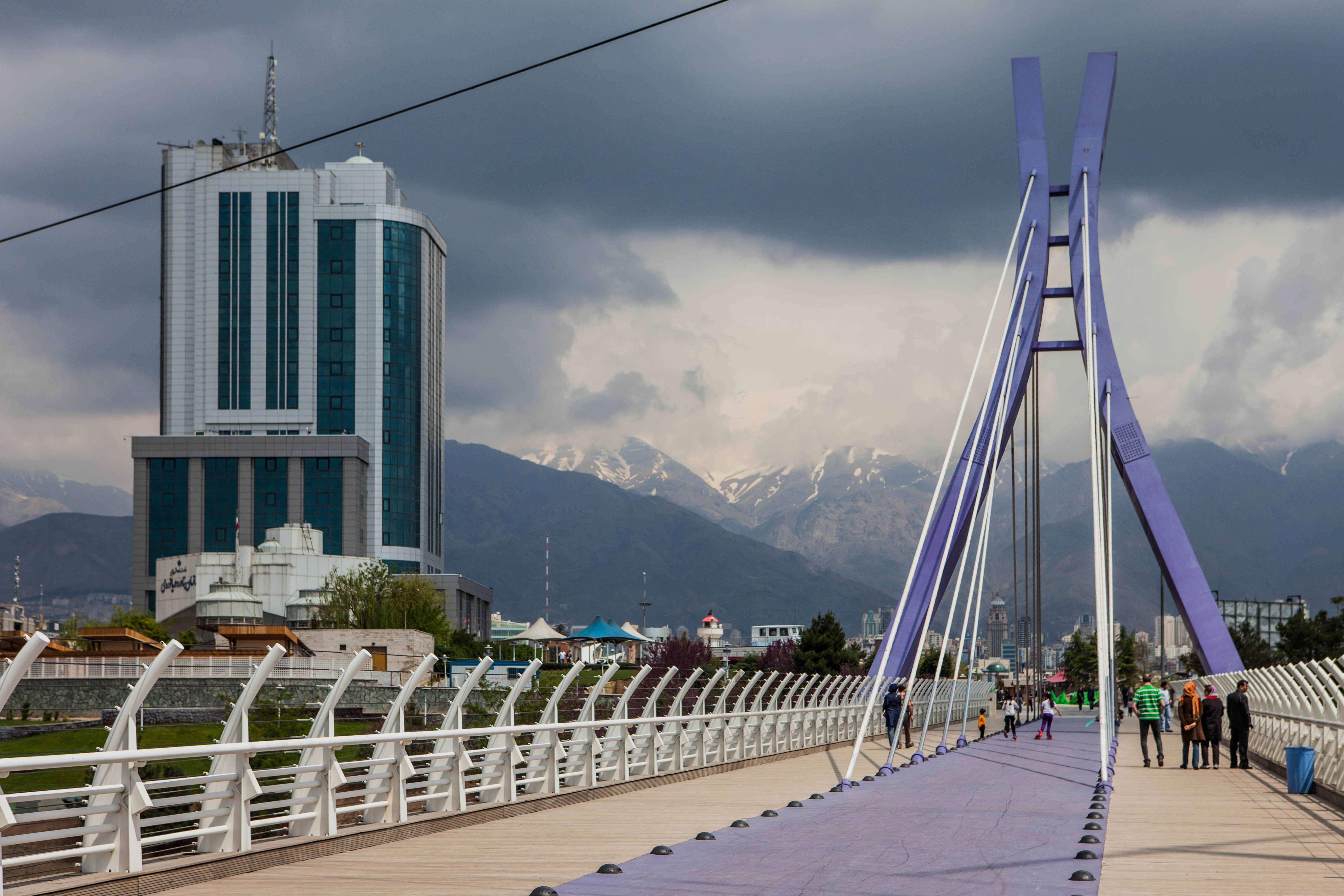
پل ابریشم

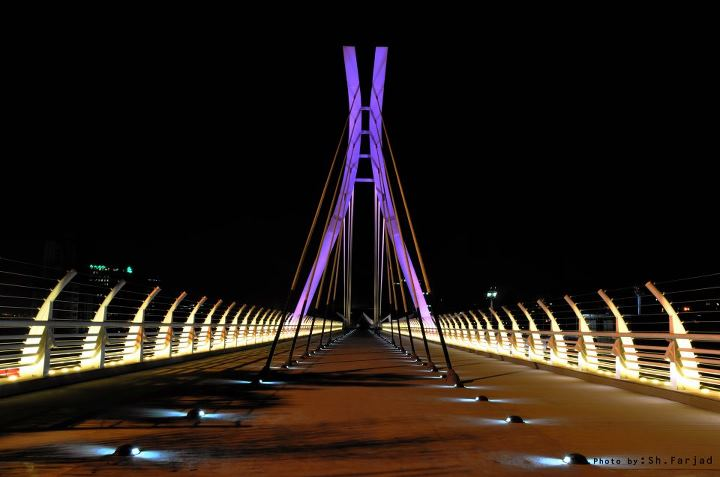
پل ابریشم در شب

پل شهید سرلشکر خلبان حسین مقیمی یا پل ابریشم تهران به بلندی نزدیک به ۲۰۰ متر، پیوندِ میان بوستان بنادر و بوستان نوروز در ضلع شمال و جنوب بزرگراه همت در تپه‌های عباس‌آباد تهران را هموار می‌سازد.
بر پایه طرح جامع زمین‌های عباس‌آباد ساخت هفت پل برای دسترسی شهروندان به امکانات اراضی عباس‌آباد و کاربری‌های فرهنگی و تفریحی آن پیش‌بینی شده است.
این هفت پل به گذر و آمد و شد رهگذران پیاده، دوچرخه و کالسکه اختصاص خواهد داشت.
پل‌های ابریشم و پل طبیعت بخشی از این طرح هستند که عملیات اجرایی مجموعه پل ابریشم به پایان رسیده و پل طبیعت نیز به مرحله بهره‌برداری رسیده است.